# Golden (ort i Irland)
Golden (iriska: An Gabhailín) är en ort i republiken Irland.   Den ligger i grevskapet South Tipperary och provinsen Munster, i den centrala delen av landet, 150 km sydväst om huvudstaden Dublin. Golden ligger 70 meter över havet och antalet invånare är 269.
Terrängen runt Golden är platt.Runt Golden är det glesbefolkat, med 17 invånare per kvadratkilometer. Närmaste större samhälle är Cashel, 6,7 km öster om Golden. Trakten runt Golden består i huvudsak av gräsmarker.